# بطولة أمريكا المفتوحة 1986 - الزوجي المختلط
في بطولة أمريكا المفتوحة 1986 - الزوجي المختلط فاز كل من رافايلا ريغي وسيرخيو كاسال على مارتينا نافراتيلوفا وبيتر فليمنغ في المباراة النهائية بنتيجة 6–4، 6–4.

## التوزيع
1. مارتينا نافراتيلوفا /  بيتر فليمنغ (كرة مضرب) (النهائي)
2. كاثي جوردان /  كين فلاتش (ربع النهائي)
3. إليزابيث سميلي /  جون فيتزجيرالد (تنس) (نصف النهائي)
4. بيتسي ناجيلسين /  سكوت ديفيز (تنس) (الجولة الثانية)
5. بتينا بانج /  إميليو سانشيز (نصف النهائي)
6. كارلينج باسيت-سيجوسو /  غاري دونلي (الجولة الثانية)
7. ماري لو دانيلز /  روبرت فانت هوف (الجولة الأولى)
8. ويندي تيرنبول /  جون لويد (الجولة الأولى)

## المباريات

### مفتاح
- Q = متأهل Qualifier
- WC = وايلد كارد Wild Card
- LL = خاسر محظوظ Lucky Loser
- Alt = بديل Alternate
- SE = Special Exempt
- PR = تصنيف محمي Protected Ranking
- w/o = فوز سهل Walkover
- r = انسحاب Retired
- d = Defaulted
- SR = Special ranking
- ITF = ITF entry
- JE = Junior exempt

### النهائي
| النهائي |                                            |   |   |  |
|         |                                            |   |   |  |
|         |                                            |   |   |  |
| 1       | مارتينا نافراتيلوفا بيتر فليمنغ (كرة مضرب) | 4 | 4 |  |
|         | رافايلا ريغي سيرخيو كاسال                  | 6 | 6 |  |